# Schloss Bremgarten

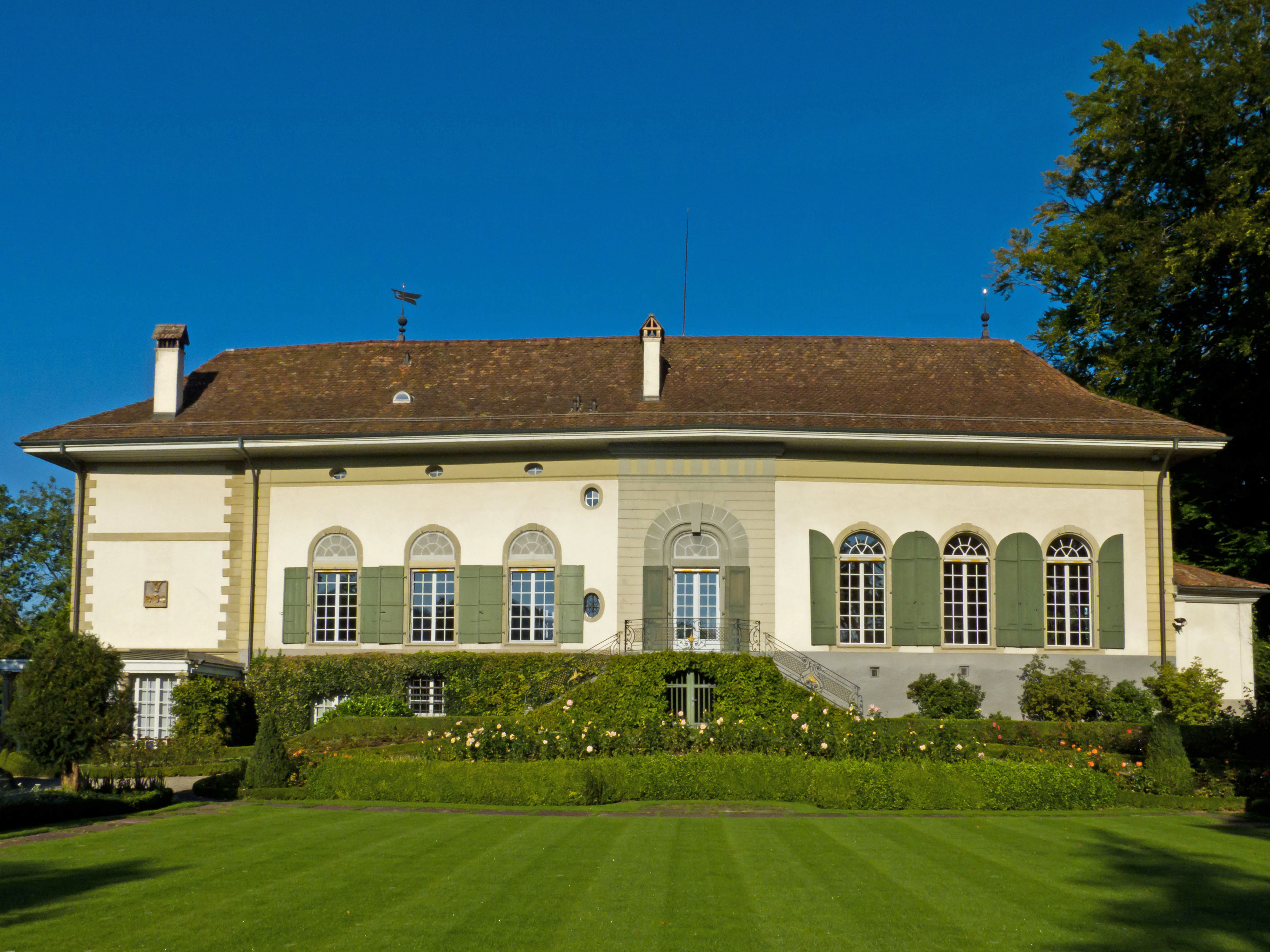
Schloss Bremgarten, Ostfassade

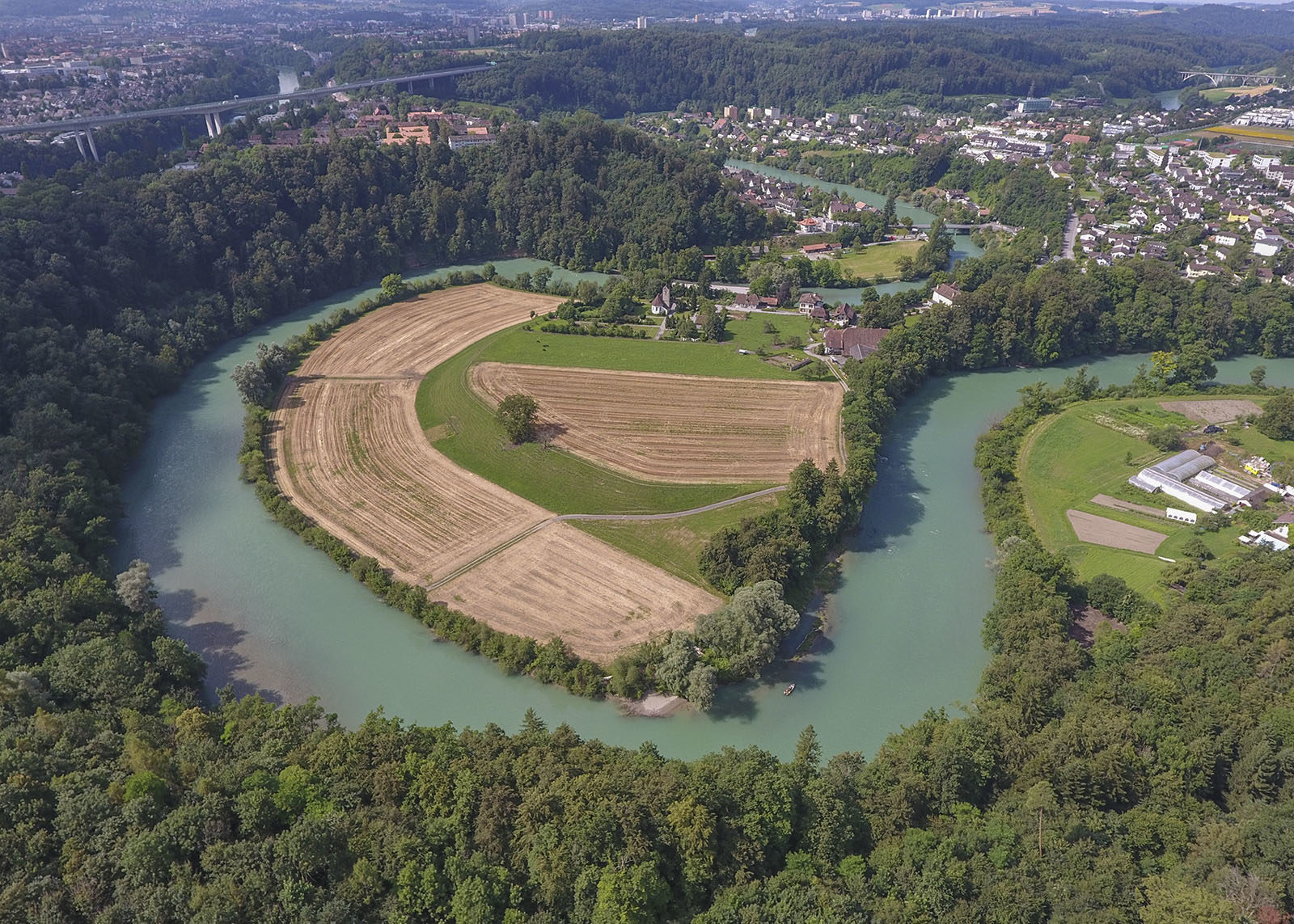
Luftbild der Schlossguet-Halbinsel; das Schloss befindet sich an der schmalsten Stelle

Das Schloss Bremgarten ist ein Schloss aus dem 16. Jahrhundert in der Gemeinde Bremgarten bei Bern im Kanton Bern, in der Schweiz.

## Geschichte
Im März 1298 nach der Schlacht im Jammertal griffen die Berner die in der Nähe des heutigen Schlosses gelegene Burg der Freiherren von Bremgarten an und zerstörten das heute verschwundene Städtchen.
1306 verkauften die von Bremgarten die Herrschaft an das Johanniterhaus von Münchenbuchsee, die bis zur Säkularisation 1528 in deren Besitz blieb. Der letzte Komtur (1508 bis 1529) Peter von Englisberg, übergab die Herrschaft der Stadt Bern und erhielt dafür lebenslanges Wohnrecht im Schloss. Bern bot noch im gleichen Jahr die Herrschaft dem Schultheiss Hans Franz Nägeli als Belohnung für seine Verdienste um die Eroberung der Waadt an. Er übernahm aber erst nach dem Tod Englisbergs 1545 für 5000 Pfund die Burg und Feste. 1549 entstand der südliche Anbau an dem das Wappen Nägelis und seiner beiden Ehefrauen angebracht ist. Von 1592 bis 1727 blieb das Schloss im Besitz der Familie Kirchberger. Während der Herrschaft (1745 bis 1761) der Margarete von Wattenwyl schmückte der Bildhauer Johann August Nahl den Salon des neugebauten Schlosses aus. Der heutige Barockbau mit seinen grosszügigen Gartenanlagen war entstanden. Unter Albrecht Frischings Herrschaft (1766 bis 1798) fand die erste bauliche Expansion Bremgartens statt. Mit der Revolution von 1798 wurden die Herrschaftsrechte im Kanton Bern aufgehoben. Das Schloss kam in der Folge in wechselnde Hände und war zeitweise ein Restaurant. Heute ist das Schloss in Privatbesitz und wird sorgfältig gepflegt.

## Künstler im Schloss
Der Schweizer Maler Ricco wuchs im Schloss Bremgarten auf, in welchem seine Eltern Max und Tilli Wassmer rauschende Feste mit Dichtern, Malern und Komponisten feierten. Hermann Hesse beschrieb die poetische Atmosphäre in der Erzählung «Die Morgenlandfahrt». Frau Tilli Wassmer-Zurlinden war auch Gönnerin für die Renovation der Kirche Bremgarten 1924 durch Louis Moilliet.